# Магнієвий анод
Магнієвий анод — одна із деталей електричного накопичувального водонагрівача. Являє собою металевий штир, на який нанесено магнієвий сплав товщиною від 10 до 30 мм. Анод прикручується до фланця ТЕНа і вставляється всередину бака водонагрівача. В залежності від моделі, анод може мати різну довжину і діаметр.

## Застосування магнієвого анода
Магнієвий анод використовують для запобігання корозії водяного баку.

### Захист від корозії водяного бака
Електродний потенціал магнієвого анода забезпечує катодну поляризацію всіх інших елементів конструкції водяного бака. Сталевий бак, як і мідний ТЕН, стає катодом і перестає руйнуватися. Руйнується магнієвий анод. Крім того, взаємодія йонів кальцію і карбоксильних груп з магнієм призводить до утворення карбонату кальцію, котрий осідає в місцях мікротріщин емалі на сталевих поверхнях бака, що сприяє додатковому захисту їх від контакту з агресивним середовищем.

## Заміна магнієвого анода
Коли анод повністю позбудеться магнію, його необхідно замінити. Швидкість процесу розчинення магнію залежить як від типу самого анода (його довжини, діаметра стержня), так і від складу води, що надходить у водонагрівач. У середньому, термін дії магнієвого анода коливається від півтора до двох років.